# Ardisia pyrotechnica
Ardisia pyrotechnica, biljna vrsta iz porodice jaglačevki (Primulaceae) otkrivena 2021. na Sarawaku, otok Borneo
A. pyrotechnica opisana je i ilustrirana kao nova vrsta iz Sarawaka, Borneo; svrstana je u Ardisia podrod Pyrgus, na temelju njenog završetka cvata na posebnim bočnim granama ispod neodređene primarne osi, koja proizlazi izravno iz stabljike. Izuzetna je po masivnim cvatovima pokrivenim dvama velikim eliptičnim lisnatim braktejama i velikim ružičasto-bijelim čašicama